# Bhutanitis thaidina
Bhutanitis thaidina е вид пеперуда от семейство Лястовичи опашки (Papilionidae). Видът не е застрашен от изчезване.

## Разпространение
Разпространен е в Китай.